# Schifffahrt

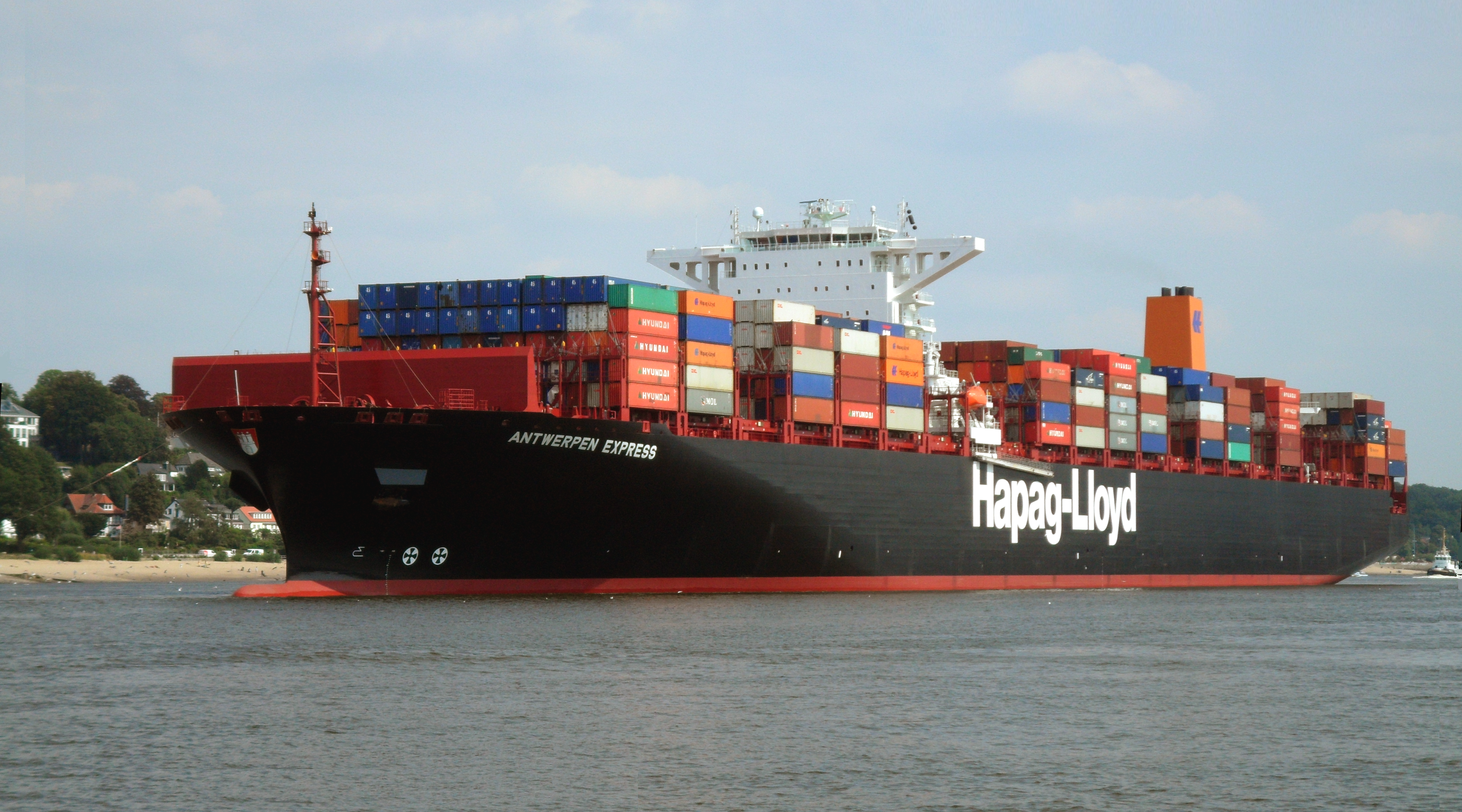
Die Antwerpen Express vor Blankenese (2013)

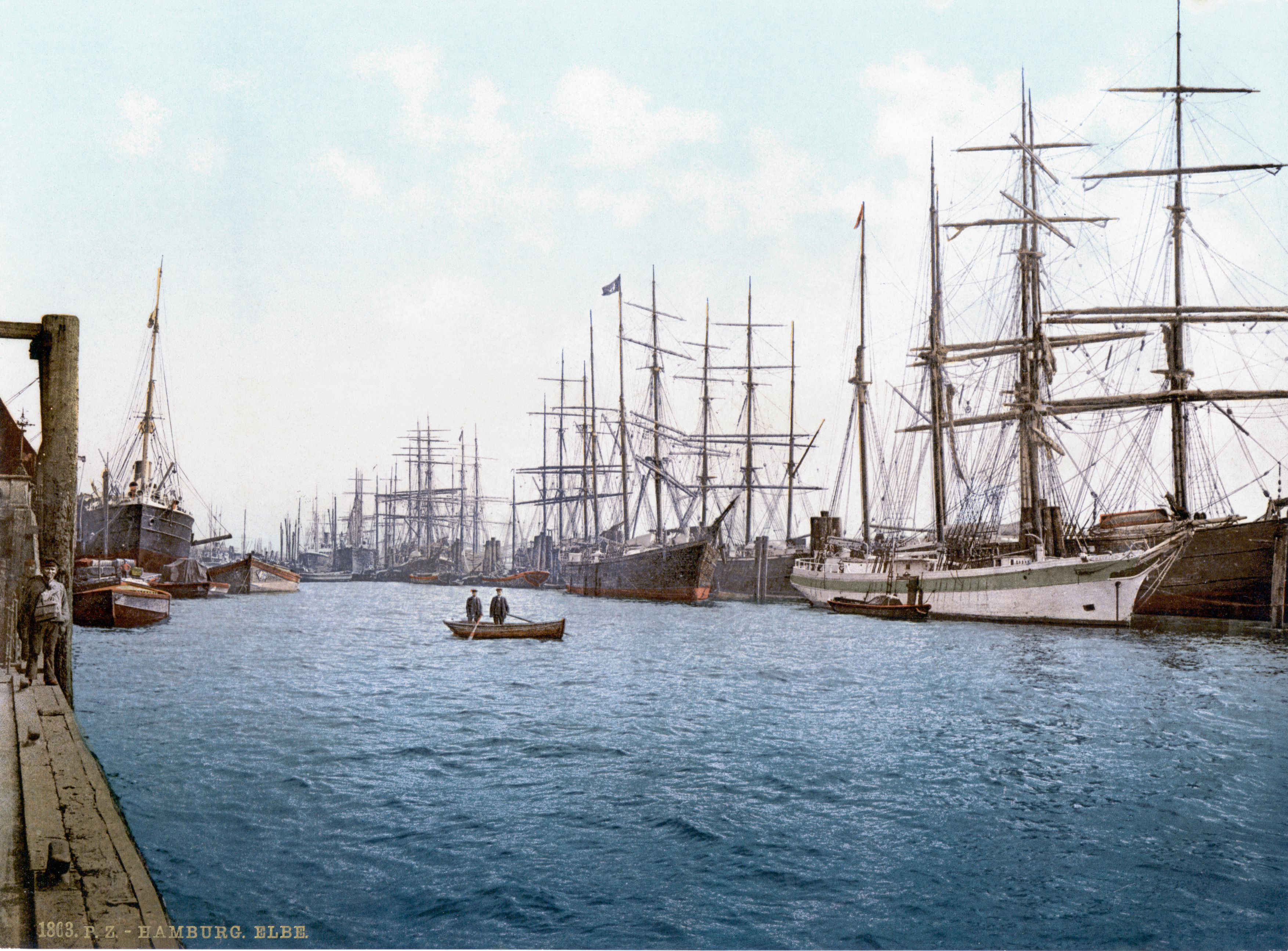
Hamburger Hafen, um 1863

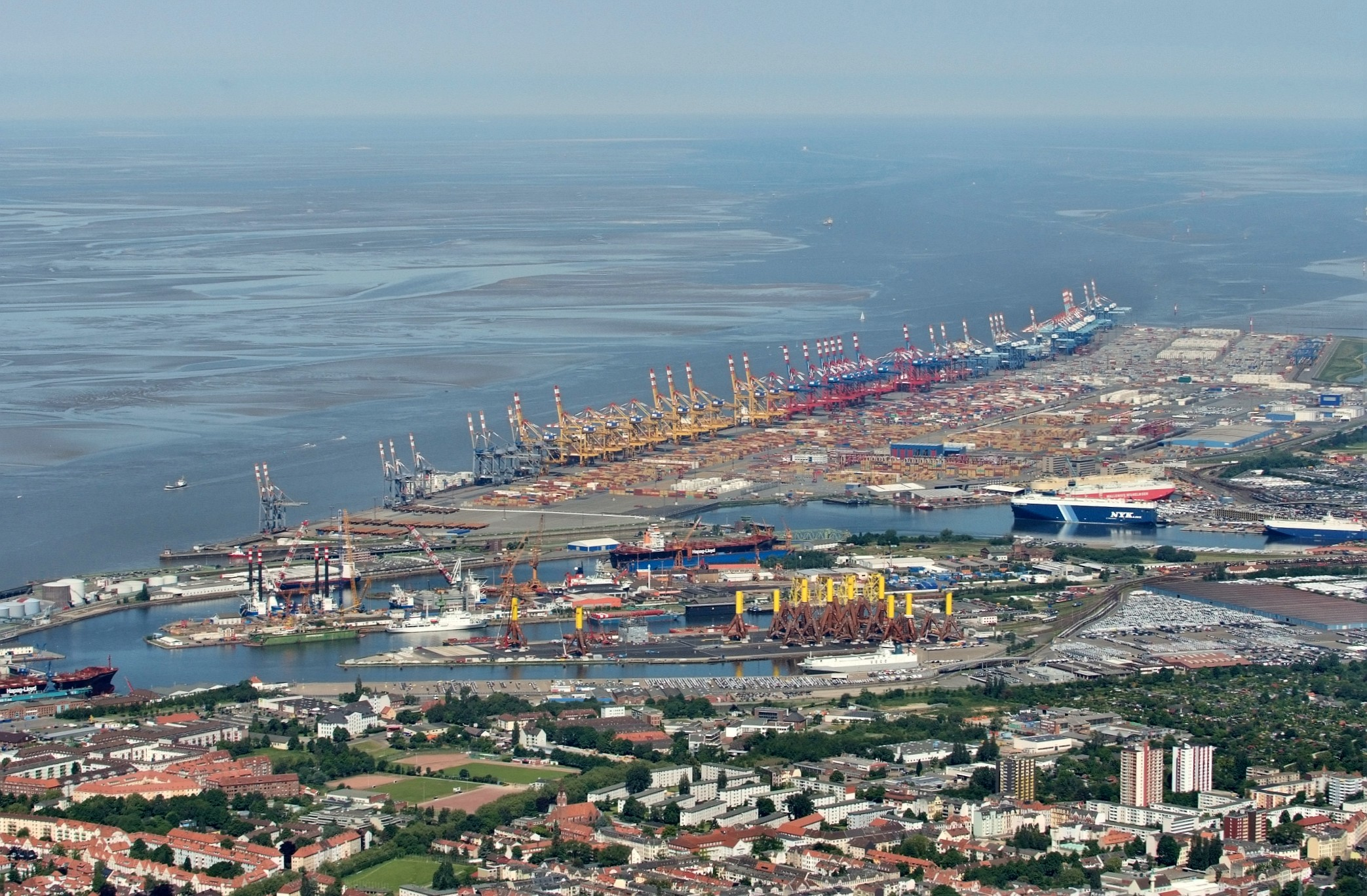
Bremerhavener Häfen (2012)

Unter Schifffahrt (seit der Rechtschreibreform von 2004 auch Schiff-Fahrt; bis zur Rechtschreibreform 1996 und z. B. bei traditionellen Firmennamen weiterhin: Schiffahrt) versteht man die Benutzung von Wasserfahrzeugen auf Binnengewässern und Meeren zu unterschiedlichen Zwecken, vor allem zur gewerbsmäßigen Beförderung von Personen und Gütern. Der Begriff „Schifffahrt“ ist nicht mit Schiffsfahrt, also einer Fahrt mit einem Schiff, zu verwechseln.

## Geschichte
Die Notwendigkeit, Gewässer zu überqueren, hat schon bei den Neandertalern dazu geführt, dass unterschiedliche schwimmende Hilfsmittel erfunden wurden. Flöße und Einbäume waren vermutlich die ältesten Wasserfahrzeuge gewesen. Sie sorgten dafür, dass aus dem Hindernis Gewässer ein Verkehrsweg werden konnte. Die Schifffahrt erlaubte die Entdeckung fremder Länder und den Handel mit ihnen. Sie sorgte von je her für den Austausch von Gütern und Ideen, brachte aber auch Auseinandersetzungen über territoriale, wirtschaftliche und militärische Interessen mit sich. Im Laufe der Zeit spezialisierte sich die Schifffahrt in zivile und militärische Bereiche, in Handel und Fischerei und in schifffahrtsnahe Sparten wie Hafenbetrieb, Lotswesen und Schiffbau.

## Grundlagen der Schifffahrt
Viele Staaten haben die organisatorischen und infrastrukturellen Voraussetzungen geschaffen, um Schifffahrt von ihren Küsten oder auf ihren Binnengewässern zu betreiben. Zusammen mit der Schifffahrt haben sich im Laufe der Zeit verschiedene schifffahrtsbezogene Berufe und Wirtschaftszweige entwickelt, unter anderem im Schiffbau.

### Seemannschaft

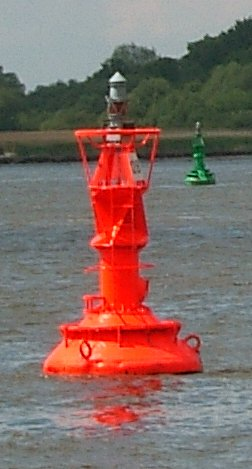
Fahrwassertonne (Boje)

Unter Seemannschaft versteht man die Fertigkeiten, die ein Seemann zur praktischen Handhabung eines Schiffes beherrschen muss. Dazu gehören neben der Kunst, ein Schiff sicher zu bewegen, handwerkliche Fähigkeiten im Umgang mit der Decksausstattung eines Schiffes wie Ankergeschirr, Ladegeschirr, Luken, Leinen, Beiboote und vieles andere. Die moderne Technik hat viele Aufgaben des Seemanns sehr erleichtert, jedoch muss auch diese Spezialtechnik beherrscht werden, gegebenenfalls auch unter schwierigen Witterungsbedingungen. Für Führungspersonal auf See gehört zur Seemannschaft auch die Crewführung.

### Navigation
Unter Navigation versteht man die Fähigkeit, die eigene Schiffsposition zu bestimmen und den Kurs (die Route) zum Ziel festzulegen. Wie die Seemannschaft muss die Navigation die Bedingungen von Witterung und Ozeanographie berücksichtigen. Früher wurde auf der Hohen See vornehmlich astronomisch und in Ufernähe terrestrisch navigiert. Inzwischen stützt sich die Navigation vor allem auf technische Verfahren wie ECDIS, Radar, AIS und GPS. Weitere Systeme sind Galileo, GLONASS und LORAN-C. Gleichwohl obliegt es dem Navigator, einen sicheren Kurs festzulegen und zu überwachen, dass das Schiff diesem Kurs folgt.
Seezeichen und Navigationshilfen dienen dazu, den sicheren Schiffsverkehr auf den Wasserstraßen zu gewährleisten. Tonnen und Feuerschiffe bezeichnet man als schwimmende Seezeichen, Leuchttürme und Baken als feste Seezeichen. Lotsen beraten die Schiffsführungen, damit Schiffe auch auf unbekannten und engen Wasserstraßen sicher navigieren können. Dafür können die Lotsen an Bord gehen oder das Schiff per Funk von einer Verkehrszentrale aus mit Hilfe von Küstenradarketten beraten.

### Meteorologie und Wetter
Für die Reiseplanung ist das Wissen über die Meteorologie, der Klimatologie, der Ozeanographie und des Wetters hilfreich. Kenntnisse über Luft, Temperatur, Luftdruck, Luftdichte Wind, Wolken, Nebel, Wasser, den Seegang und Wellen verbessern die Einschätzung, wie sich das Wetter in der kommenden Zeit entwickeln wird. Darüber hinaus gibt es Wetterkarten und regelmäßige Wetterberichte für den Kapitän. In Reisegebieten wie den Tropen oder der Polarregion gibt es spezielle Verhältnisse, die berücksichtigt werden müssen. Extremwetterereignisse wie Gewitter, Stürme, Hurrikans, Wasserhosen oder Tornados können zu Änderungen der Route oder zu einer Gefährdung führen. Der genauen Aufzeichnung dienen Messinstrumente wie das Thermometer, das Barometer oder das Psychrometer.

### Infrastruktur

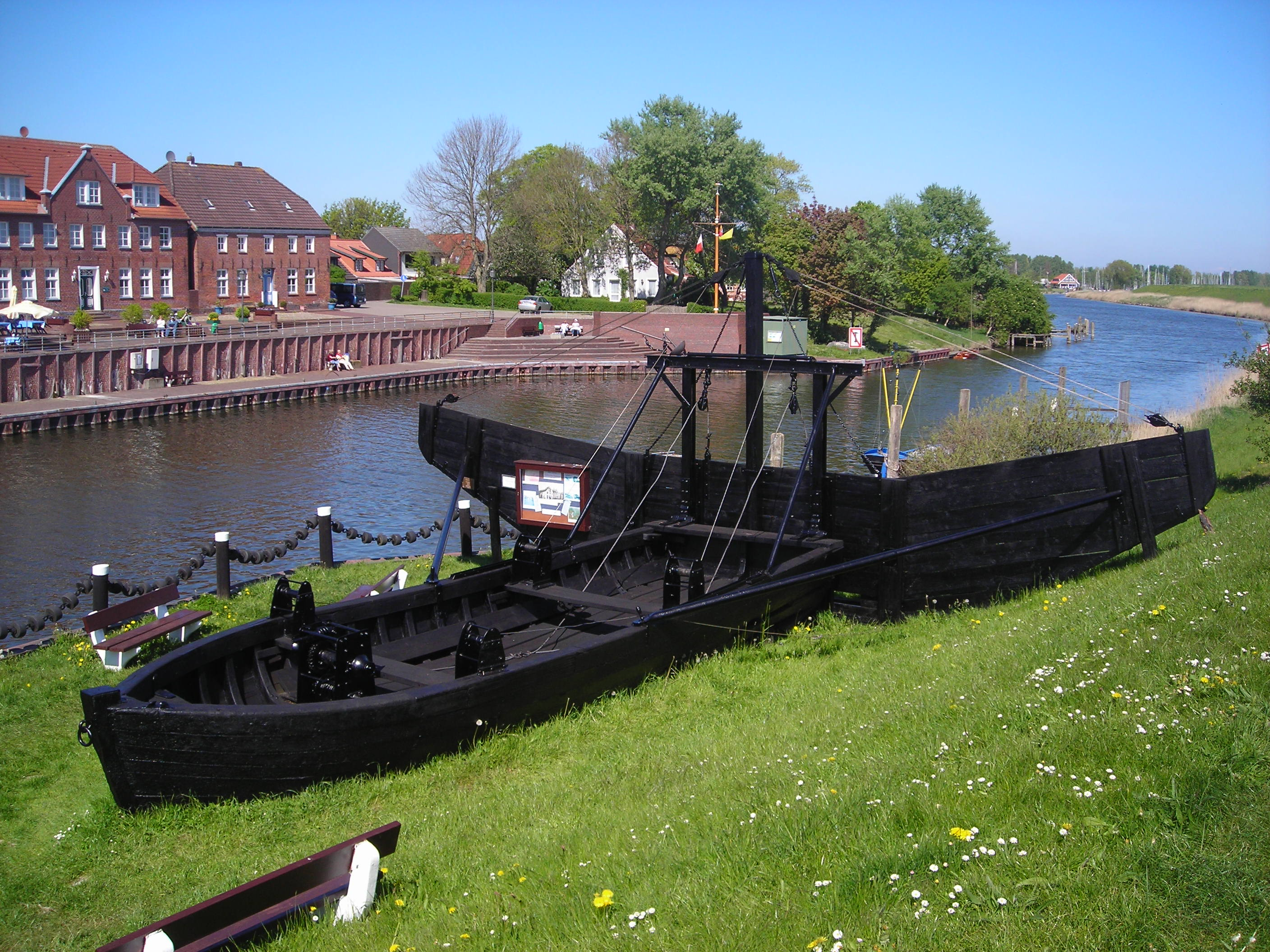
Mudderboot

Eine wesentliche Voraussetzung für die Schifffahrt ist das Vorhandensein von Wasserwegen und Häfen.

#### Wasserwege
Außer auf der hohen See ist die Schifffahrt auf Wasserwege angewiesen. Dazu gehören Flüsse, Kanäle, Seen und Küstenfahrwasser. Bei den Wasserwegen wird zwischen Binnen- und Seeschifffahrtsstraßen unterschieden. Insbesondere Binnenwasserstraßen müssen in der Regel durch den Menschen schiffbar gehalten werden, um von Schiffen weiter genutzt werden zu können. Die Unterhaltung der schiffbaren Bereiche unterliegen der Wasserstrassen- und Schifffahrtsverwaltung bei Bundeswasserstrassen und bei anderen Bereichen den jeweiligen Bundesländern.
Sperrwerke und Schleusen dienen dazu, den Wasserstand auf Flüssen und künstlichen Wasserstraßen zu regulieren. Um Wasserstraßen und andere schiffbare Uferbereiche vor Verlandung, Uferabbrüche etc. zu schützen, müssen insbesondere fließende Gewässer regelmäßig gebaggert werden. Dafür werden verschiedene Typen von Hopperbagger eingesetzt.

#### Häfen

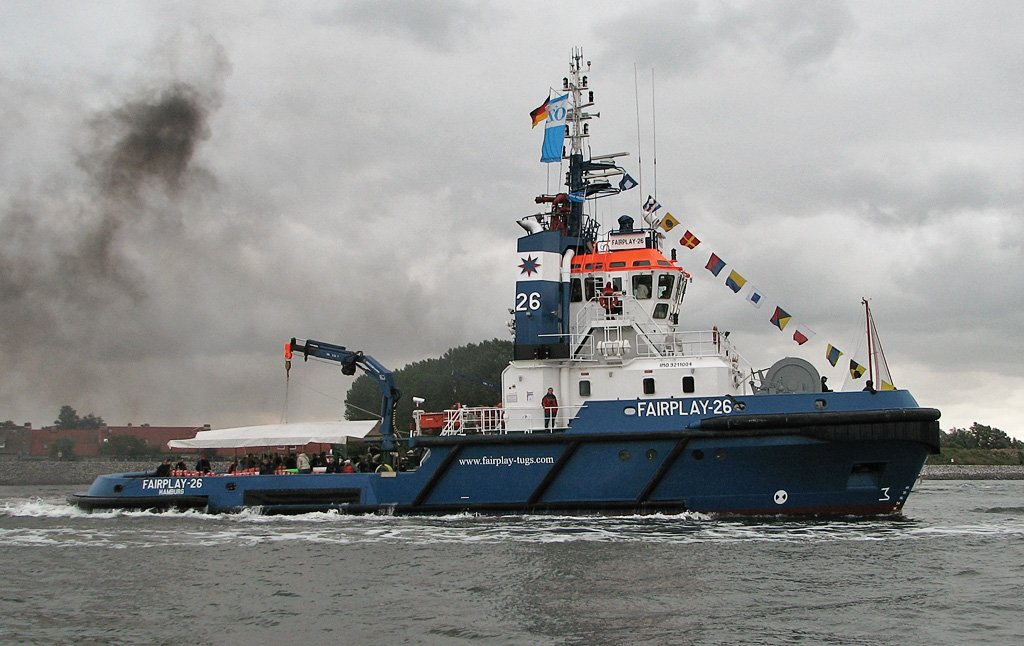
Schlepper

Häfen dienen der Ein- und Ausschiffung von Passagieren und dem Umschlag von Gütern zwischen Land und Schiff oder zwischen Schiffen. Außerdem dienen Häfen als Stützpunkte für Kriegsschiffe, Fischerei- und andere Fahrzeuge. Häfen müssen je nach Ladungsart mit Be- und Entladeeinrichtungen wie Containerbrücken, Ölverladeköpfen oder Rampen ausgestattet sein. Sie benötigen Lagermöglichkeiten in Form von Tanks, Silos und Stellfläche. Im Laufe der Zeit haben sich Häfen auf verschiedene Aufgaben spezialisiert. Außer Binnen- und Seehäfen sind zum Beispiel Container-, Fähr-, Öl-, Yacht- und Marinehäfen zu unterscheiden. Die Leistungsfähigkeit von Häfen hängt von ihren technischen Anlagen wie Kais, Kränen, Anschluss an andere Verkehrssysteme und von ihrer Organisation ab. Der Hafenbetrieb wird durch eine große Zahl von Spezialfahrzeugen unterstützt. Dazu gehören unter anderem Schlepper, Lotsenboote, Bunkerboote, Festmacherboote, Hafenschuten und Schwimmkräne.
In Deutschland sind die Häfen von Hamburg (108,3 Mio. Tonnen im Jahr 2005), Bremen/Bremerhaven (46,7) und Wilhelmshaven (45,9) die Häfen mit dem größten Ladungsumschlag.

### Schiffbau
Schiffe werden auf Werften gebaut, repariert und instand gehalten. Ihr Bau war stets eine komplexe technische Herausforderung, die die Expertise vieler Berufszweige erfordert. Wurden bis in die zweite Hälfte des 19. Jahrhunderts die meisten Schiffe aus Holz gebaut, so setzten sich anschließend Eisen und Stahl als Hauptbaumaterial für Schiffsrümpfe durch. Vor allem beim Rumpf kleiner Schiffe werden inzwischen häufig Verbundkunststoffe eingesetzt. Erst während des Zweiten Weltkriegs begann mit dem Bau der Liberty-Frachter die moderne Serienfertigung von Handelsschiffen. Inzwischen werden viele Schiffe in Segmentbauweise gefertigt.
Wurden antike Schiffe meist mit Riemen angetrieben, so gelang es später Segelschiffe zu konstruieren, die allein von der Kraft des Windes angetrieben wurden. Im 19. Jahrhundert kam die Dampfkraft als wichtigste Antriebsform auf, die wiederum weitgehend vom Dieselmotor verdrängt wurde. Inzwischen kommen außer Verbrennungsmotoren auch Gasturbinen und dieselelektrische Antriebe zum Einsatz. Als Reaktion auf die hohen Kosten für fossile Energieträger wird inzwischen wieder mit Windantrieben (Zugdrachen und Flettner-Rotoren) experimentiert.
Die Ausstattung der Schiffe richtet sich nach ihrer Aufgabe. Ein hoher Grad an Automatisierung und Technisierung erlaubt es, auch sehr große Schiffe mit geringen Besatzungsstärken zu betreiben. Moderne Maschinenanlagen sind für den wachfreien Betrieb ausgelegt.

### Organisationen und Institutionen
Zahlreiche nationale und internationale Organisationen und Institutionen dienen der Sicherheit und dem reibungslosen Ablauf der Schifffahrt.

#### International
Die wichtigste internationale Organisation ist die International Maritime Organization, eine Unterorganisation der Vereinten Nationen.
Das privatrechtlich organisierte International Maritime Bureau dient der Bekämpfung der Piraterie und arbeitet mit der IMO zusammen.

#### Staatliche und öffentliche Institutionen
Nationale Behörden und öffentliche Einrichtungen sorgen für die Sicherheit und die Einhaltung von Schifffahrtsvorschriften. Die Verpflichtung hierzu ergibt sich in großen Teilen aus den oben genannten internationalen Abkommen, die die Aufgaben der Hafenstaaten festlegen. Wichtige Institutionen in Deutschland sind:
- Das Bundesamt für Seeschifffahrt und Hydrographie (BSH), für allgemeine Aufgaben der Seeschifffahrt und für das Seekarten- und Seevermessungswesen,
- Die Wasserstraßen- und Schifffahrtsverwaltung des Bundes für die Verwaltung der Bundeswasserstraßen und die Regelung des Schiffsverkehrs[6]
- Küstenwache des Bundes – Bundespolizei (See), Zoll, Wasserstrassen- und Schifffahrtsbehörden
- Wasserschutzpolizei der Länder
- staatliche und kommunale Hafenbehörden auch mit gesundheitspolizeilichen Aufgaben
- Berufsgenossenschaft für Transport und Verkehrswirtschaft (BG Verkehr) als Nachfolger der See-Berufsgenossenschaft für die Überwachung von Sicherheits- und Arbeitsschutzbestimmungen

In vielen Ländern haben auch die Marinen hoheitliche Aufgaben wie die Umweltüberwachung oder die Bekämpfung der Piraterie. Die Marineschifffahrtleitorganisation hat die Aufgabe, den Schutz der Handelsschifffahrt im Krisen- und Konfliktfall zu gewährleisten. Die Marineschifffahrtleitorganisation der Deutschen Marine wird vom Flottenkommando geführt, dem zwei Marineschifffahrtleitstellen in Bremerhaven und Hamburg unterstehen. Sie ist nach den NCAGS-Richtlinien. der NATO aufgebaut.
NCAGS ist auf die freiwillige Zusammenarbeit zwischen der zivilen Schifffahrt und den Seestreitkräften ausgerichtet. Im Wesentlichen geht es darum, die Schifffahrt über die Sicherheitslage zu informieren und zu beraten. Bei besonderer Gefährdung können Seestreitkräfte direkten Schutz für Handelsschiffe leisten, indem diese durch geräumte Passagen in Minenfeldern führen oder in Konvois geleiten.

#### Unternehmen
Wichtigste Unternehmen in der Schifffahrtsbranche sind die Reedereien. Früher häufig Symbole nationaler Wirtschaftsgeltung, sind die meisten großen Reedereien heute internationale Unternehmen, deren Schiffe aus sicherheitsrechtlichen oder steuerlichen Gründen häufig andere Flaggen führen als die des Hauptstandorts der Reederei. Viele Reedereien haben sich spezialisiert, z. B. auf Tank-, Container- oder Binnenschiffe.
Klassifikationsgesellschaften legen Sicherheitsstandards für Schiffe fest und überwachen deren Einhaltung beim Bau und während des Betriebes. Die Klassifizierung erfolgt nach Fahrtgebieten und für besondere Fahrtbedingungen, z. B. „Küstenfahrt“ für das Fahrtgebiet und „Eisklasse“ für die Eistauglichkeit eines Schiffes. Die Klassifizierung ist regelmäßig zu überprüfen, die Überprüfung wird auch „Klasse machen“ genannt. Schiffe, die ihre Klasse nicht mehr bestätigen können, verlieren ihre Betriebsgenehmigung. Klassifizierungsgesellschaften sind große, international operierende Unternehmen. Das deutsche Unternehmen war der Germanische Lloyd, der 2013 mit der norwegischen Det Norske Veritas (DNV) zur DNV GL fusionierte. Seit Anfang 2021 firmiert das Unternehmen als DNV.
In den Häfen sorgen Stauereien für das Laden und Löschen der Schiffe, die Lagerung und den An- und Weitertransport der Waren. Agenturen nehmen die Interessen des Reeders und des Schiffes in fremden Häfen wahr.

#### Militärischer Schutz der Schifffahrt
Der Schutz der Handelsschifffahrt gehört zu den wichtigsten Aufgaben der Seestreitkräfte im Krieg und in Krisenregionen. Insbesondere während der beiden Weltkriege wurde auf Seiten der westlichen Alliierten eine umfangreiche Organisation zum Schutz gegen deutsche U-Boote aufgebaut. Daran orientierte sich die Naval Control of Shipping Organisation (NCSOrg) der NATO während des Kalten Krieges. Sie wurde nach dessen Ende in die offene und auf freiwillige Teilnahme angelegte Naval Co-Operation and Guidance of Shipping Organisation umgewandelt, die unter anderem für die NATO den Schutz der Schifffahrt gegen die Piraterie vor der Küste Somalias organisiert.

### Kommunikation

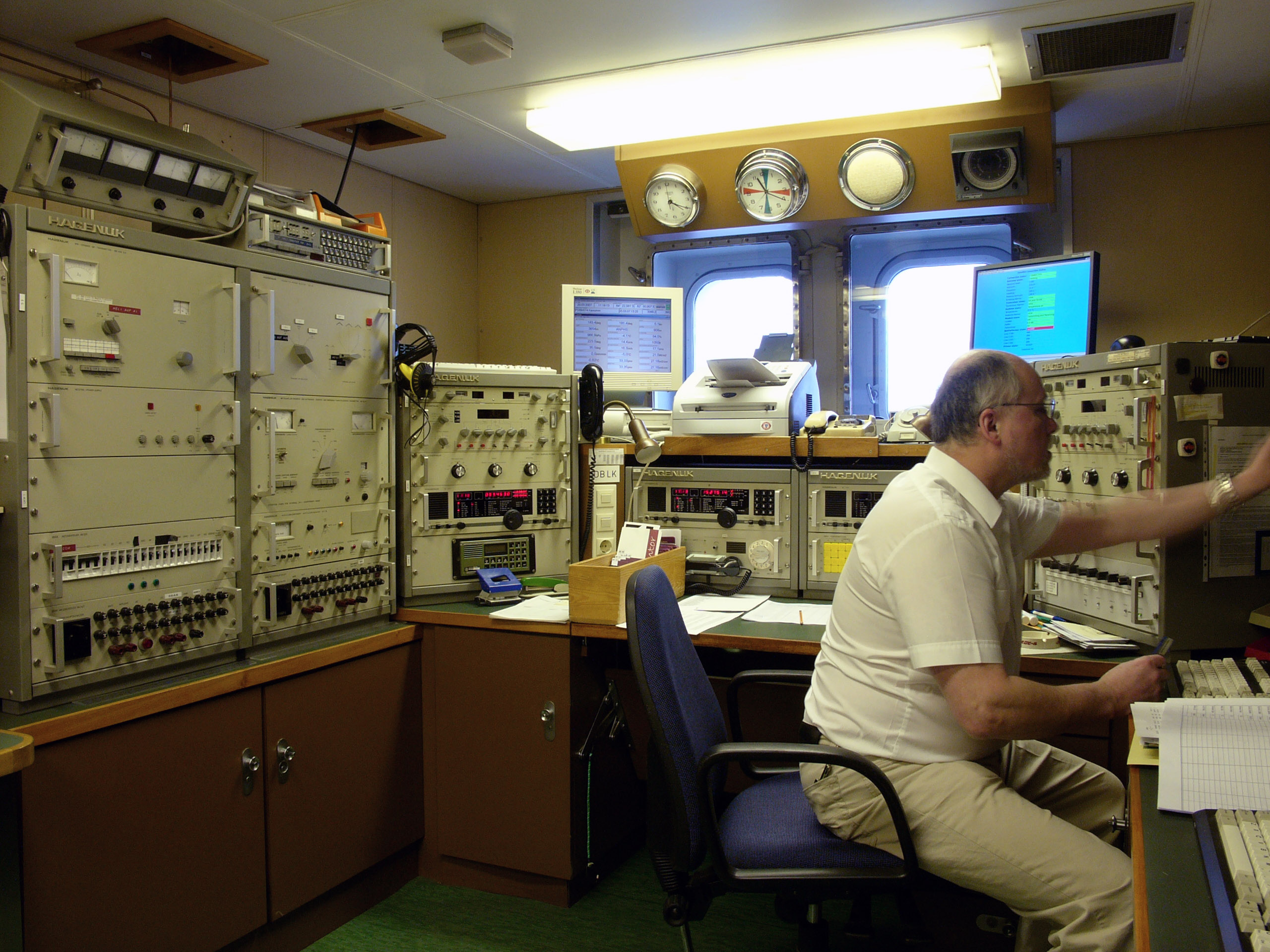
Funkraum auf dem Forschungsschiff Polarstern

Für den Fernmeldeverkehr mit und zwischen Schiffen gibt es besondere Technologien und Verfahren, bei denen Seefunkverbindungen die wichtigste Rolle spielen. Die früher mehrheitlich staatlichen Küstenfunkstellen sind inzwischen im Zuge der Privatisierung der Post- und Telekommunikationsverwaltungen in vielen Ländern in private Hände übergegangen. Seit der Aufstellung des Inmarsat-Systems zur Satellitenkommunikation haben Küstenfunkstellen wie Norddeich Radio ihre Bedeutung verloren, und viele wurden abgeschaltet.
Das Global Maritime Distress Safety System (GMDSS) ist eine Zusammenfassung von technischen Einrichtungen, Dienststellen und Regeln zur weltweiten Hilfe bei Seenotfällen und zur Sicherung der Schifffahrt. Mit diesem System werden außer Notmeldungen auch Sicherheitsinformationen übermittelt. Das in GMDSS integrierte Digital Selective Calling (DSC) dient auch der Herstellung von UKW-Sprechfunkverbindungen zwischen Schiffen. Optische Fernmeldeverfahren wie Flaggensignalisieren, Winkern und Lichtmorsen finden kaum noch Anwendung. Lediglich in den Marinen werden sie noch in Einzelfällen gebraucht, wenn z. B. aus taktischen Gründen Funkstille befohlen ist.

### Rechtsgrundlagen
Zur sicheren nautischen Führung eines Schiffes gehört auch die Beachtung der geltenden Verkehrsvorschriften für die Schifffahrt.
Auf der hohen See gelten die folgenden Regeln:
- International Convention for the Safety of Life at Sea
- Kollisionsverhütungsregeln
- Internationales Übereinkommen über Normen für die Ausbildung, die Erteilung von Befähigungszeugnissen und den Wachdienst von Seeleuten
- Internationales Übereinkommen zur Verhütung der Meeresverschmutzung durch Schiffe
- International Safety Management Code (International Management Code for the Safe Operation of Ships and for Pollution Prevention)
- International Ship and Port Facility Security Code, Regelungen für die Absicherung von Schiffen gegen kriminelle und terroristische Angriffe
- Maritime Safety Committee, Richtlinien zur Anbringung von Freibordmarken.

In den Territorial- und Binnengewässern gelten unterschiedliche nationale Vorschriften. In Deutschland gilt auf den Seeschifffahrtstraßen die Seeschifffahrtsstraßen-Ordnung (SeeSchStrO), auf den Binnenwasserstraßen die Binnenschifffahrtsstraßen-Ordnung und auf einigen Gewässern wie Rhein und Bodensee Sonderverordnungen.

## Bedeutung der Schifffahrt
Mit Hilfe der Schifffahrt ist es möglich, Wasser als Transportweg zu nutzen oder im und unter dem Wasser befindliche Ressourcen zu gewinnen. Um sich auch in der Auseinandersetzung zwischen verschiedenen Mächten diese Chancen zu sichern, hat sich außerdem eine militärische Komponente der Schifffahrt entwickelt. In modernen Gesellschaften gewinnt darüber hinaus die touristische Nutzung des Wassers immer größere Bedeutung.

### Wasser als Transportweg

#### Seeschifffahrt
Wasser ist der leistungsfähigste Transportweg. Die größten beweglichen Bauwerke der Menschheit sind Schiffe. Sie können große Gütermengen mit wenig Personal und geringem Aufwand befördern. Daher wird die Schifffahrt zum Beispiel im Rahmen des „Marco-Polo-II-Programms“ der EU-Kommission gefördert, das unter anderem so genannte Meeresautobahnen vorsieht.
Eine leistungsfähige Seeschifffahrt ist Voraussetzung für die Globalisierung. Arbeitsteilige Volkswirtschaften sind in starkem Maße vom überseeischen Handel abhängig. So hat sich der Handelsverkehr auf den Meeren von 1992 bis 2012 vervierfacht.
Deutschland wickelte im Jahr 2005 etwa 20 % seines Außenhandelsvolumens (mit 16,2 % des Außenhandelswerts) über See und 5 % mit Binnenschiffen ab. 53 % des Rohöls und 33 % der Kohle werden über See importiert.
Die Schifffahrt hat sich auf die unterschiedlichen Güter spezialisiert, die über See transportiert werden:
- Stückgutschiffe
- Tanker und Massengutfrachter u. a. für Erdöl, Kohle, Erdgas, Erze
- Containerschiffe für in Containern gestaute Güter
- Schwergutschiffe für große Einzellasten
- Kühlschiffe für Lebensmittel und verderbliche Güter (z. B. Fotopapier)
- Autotransporter (Schiffstyp)
- Viehtransporter (Schiffstyp)
- RoRo-Schiffe für den Transport von Lastkraftwagen und Aufliegern
- Leichter Transporter wie z. B. Baco-Liner oder Lash-Carrier (Lighter Aboard Ship)

Während der überseeische Passagierverkehr seit dem Aufbau von interkontinentalen Flugverbindungsnetzen seine Bedeutung weitgehend verloren hat, spielt der Fährverkehr auf kurzen und mittleren Strecken für den Personentransport weiterhin eine große Rolle. So fertigten die deutschen Seehäfen im Jahr 2005 etwa 12,6 Millionen Passagiere ab. Daneben gewinnen Kreuzfahrtschiffe eine wachsende wirtschaftliche Bedeutung.
Ein wichtiger Preisindex für das weltweite Verschiffen von Hauptfrachtgütern (hauptsächlich Kohle, Eisenerz und Getreide) auf Standardrouten ist der Baltic Dry Index (BDI). Untergruppen des Index berücksichtigen 26 Hauptschifffahrtsrouten und erfassen die Kosten für Zeitcharter und Reisecharter für vier Schiffsklassen (Capesize, Panamax, Supramax und Handysize) im Schüttgutverkehr. Der BDI wird seit 1985 täglich von der Baltic Exchange in London veröffentlicht.
Für den Tankermarkt gibt es seit 1998 den Baltic International Tanker Routes Index (BITR), der 2001 in den Baltic Dirty Tanker Index (BDTI) und den Baltic Clean Tanker Index (BCTI) aufgespalten wurde. Indizes für die Charterraten (Schiffsmieten) im Containerschiffsmarkt sind der HARPEX und der Howe Robinson Container Index.

#### Binnenschifffahrt

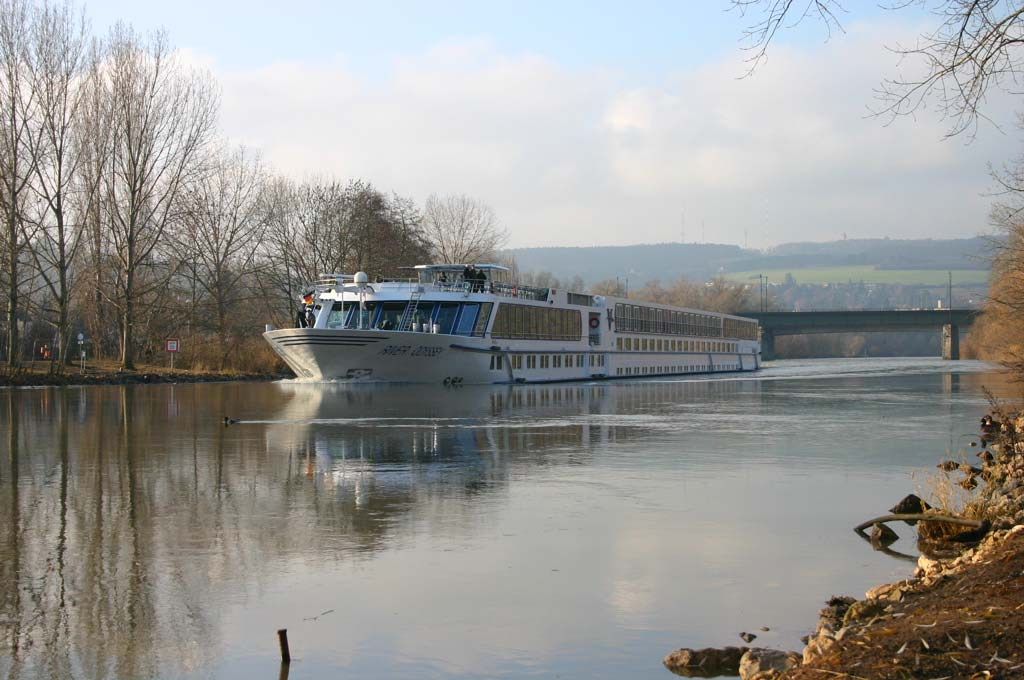
Kabinenfahrgastschiff

Auf Binnengewässern werden traditionell vor allem Massengüter wie Kohle, Erze und Erdölprodukte transportiert. Mit dem Ausbau der Binnenwasserstraßen und der verbesserten Regulierung des Wasserstandes gewinnt auch der Binnentransport eiligerer Güter wie etwa Container an Bedeutung. Einige Binnenschiffe wie z. B. Fluss-Seeschiffe sind auch für die Küstenfahrt zugelassen.
Im Binnenpersonennahverkehr werden die meisten Passagiere auf Fähren sowie im Stadtverkehr (ÖPNV) der großen Seehäfen transportiert. Für längere Strecken auf Binnenwasserstraßen werden Kabinenfahrgastschiffe fast ausschließlich im Tourismus eingesetzt. Nur in einigen weniger erschlossenen Regionen spielen Flüsse und Kanäle noch eine Rolle beim regulären Personentransport.

### Flagge und Register
Grundlage der Nutzung der Hohen See ist das Seerechtsübereinkommen der Vereinten Nationen. In ihm ist der rechtliche Status der Seeschiffe auf den verschiedenen Meeresteilen geregelt. Seeschiffe müssen in ein Schiffsregister eines Staates eingetragen sein und führen dessen Flagge. Auf Seeschiffen gilt die Rechtsordnung des Flaggenstaats, sie sind jedoch kein Teil von dessen Staatsgebiet. Auch Binnenstaaten können Seeschiffe unter ihrer Flagge fahren lassen. Diese müssen jeweils in einem einheitlichen Heimathafen registriert sein, für Österreich ist das Wien, für die Schweiz Basel.
Viele Schiffe sind in der Vergangenheit unter die Flagge solcher Länder umgeflaggt worden, in denen die Rechtsordnung niedrigere Standards in Bezug auf Bemannung, Arbeitsentgelt und in einigen Fällen auch Sicherheit als in den ursprünglichen Heimatländern festlegten. Dieses Ausflaggen hat dazu geführt, dass immer weniger Seeschiffe unter der Flagge der traditionellen Schifffahrtsnationen in Europa und Nordamerika fahren. Mehrere Staaten, darunter auch Deutschland, haben inzwischen ein so genanntes Zweitregister eingerichtet, das zum Beispiel die Beschäftigung ausländischen Personals zu ausländischen Tarifen erlaubt. Im Deutschen Internationalen Zweitregister können deutsche Reeder Schiffe eintragen lassen, die weiterhin unter deutscher Flagge fahren. Die Schiffsführung muss anteilig – in Abhängigkeit von der Bruttoraumzahl – aus Deutschen oder anderen EU-Bürgern bestehen. Der Kapitän muss in jedem Fall EU-Bürger sein und Kenntnisse der deutschen Sprache nachweisen (§§ 4 und 5 Schiffsbesetzungsverordnung). Die Zahl deutscher Schiffe stieg seitdem wieder an. Inzwischen sinkt sie wieder durch Einsatz von Einheiten mit größerem Ladevermögen und größeren Verschrottungszahlen bzw. Verkäufen, auch aufgrund der Überkapazitäten seit Ende der 2000er Jahre.
Binnenschiffe müssen in ein eigenes Binnenschiffsregister eingetragen sein.
Gruppen von Schiffen werden als Flotten zusammengefasst. Man spricht von der Kriegs-, Handels-, Fischerei- und Forschungsflotte.

### Nutzung von Gewässern und ihren Ressourcen

Seerechtliche Zonen nach dem Seerechtsübereinkommen

Außer zum Transport werden Schiffe auch eingesetzt, um Meere und Binnengewässern zu verschiedenen Zwecken zu nutzen. Dazu gehören die Fischerei, die Gewinnung von Ressourcen und Energie, die Forschung und der Tourismus. Die Rechte an den Schätzen des Meeres sind im Seerechtsübereinkommen von 1982 geregelt.

#### Fischerei
Fischfang gehört zu den ältesten Arten, Ressourcen des Wassers zu gewinnen. Insbesondere für die Seefischerei sind im Laufe der Zeit eine Anzahl von Spezialfahrzeugen entwickelt worden, wie
- Fisch- und Krabbenkutter
- Trawler
- Walfangschiffe
- Fischereifabrikschiffe

Der Fischfang spielt heute eine wichtige Rolle für die Ernährung der Weltbevölkerung. Die modernen Fangflotten sind so leistungsfähig, dass die Meere überfischt werden und wichtige Nutzfischarten auszusterben drohen.

#### Rohstoff- und Energiegewinnung

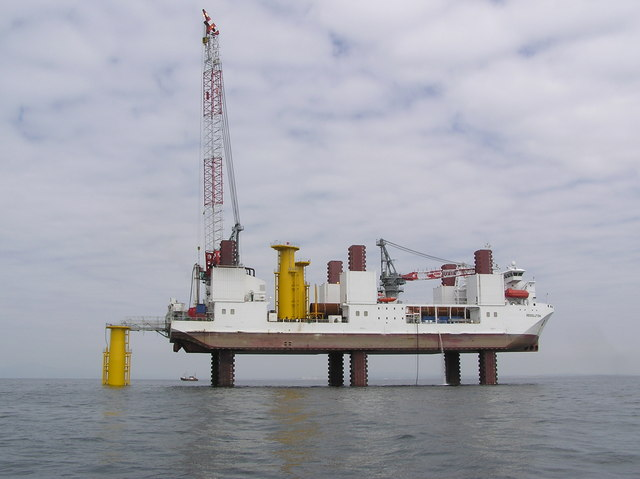
„Hochgehobenes“ Errichterschiff Resolution

Die moderne Technik ermöglicht es, Rohstoffe aus den Meeren und großen Seen und den darunter liegenden Erdschichten zu gewinnen. Die Offshore-Industrie hat in den vergangenen Jahrzehnten mit Bohrinseln Erdöl- und Erdgasfelder auf See erschlossen.
Zurzeit werden große Offshore-Windparkanlagen zur Stromerzeugung auf See errichtet (Liste hier).
Für den Bau (und Transport) der Offshore-Windenergieanlagen werden Spezialschiffe eingesetzt wie
- Errichterschiffe (siehe Foto)
- Vermessungsschiffe
- Versorgungsschiffe
- Kabel- und Rohrleitungsleger

#### Forschung

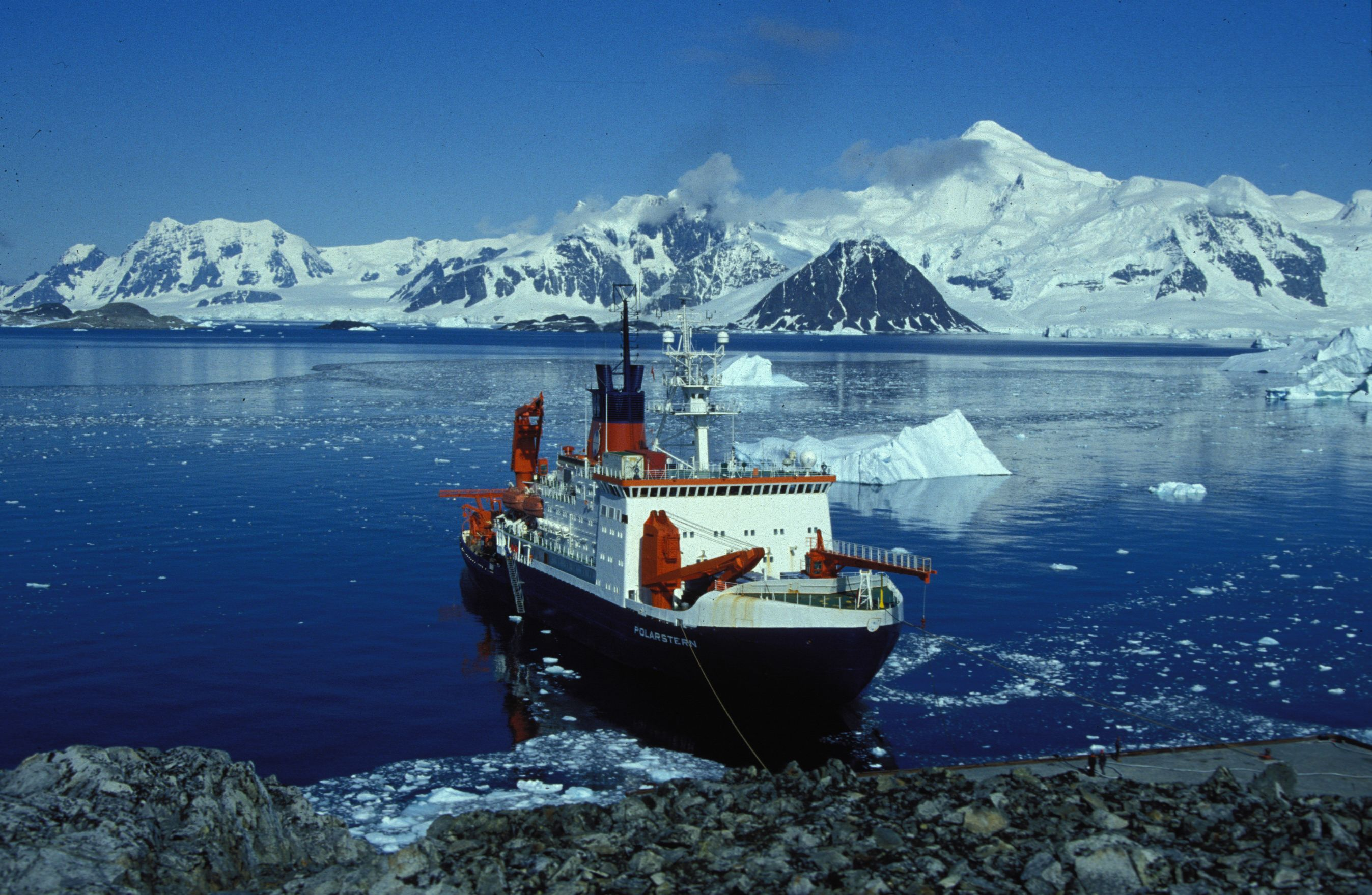
Forschungsschiff Polarstern

Um Meere und Binnengewässer erforschen zu können, werden verschiedenartige Forschungsschiffe eingesetzt. Sie dienen unter anderem der Ozeanographie, Geophysik, Meereschemie, Meeresbiologie einschließlich Fischereibiologie, der Meereszoologie und Meeresgeologie. Zu diesen Zwecken sind sie mit Einrichtungen zur Datensammlung und mit Laboren ausgestattet.

#### Freizeit und Tourismus
Mit Kreuzfahrtschiffen und Sportbooten hat der Tourismus auf dem Wasser große wirtschaftliche Bedeutung gewonnen. Eine große Zahl von Sportbooten ist heutzutage auf den meisten Binnengewässern und in vielen Küstenregionen anzutreffen. Die wichtigsten Sportboottypen sind:
- Motorboote und -yachten
- Segelboote und -yachten
- Ruderboote
- Paddelboote

Viele ältere kleine Häfen und Kanäle, die für die moderne Berufsschifffahrt zu klein geworden sind, verdanken ihren Fortbestand der Sportschifffahrt.

### Militärische Bedeutung der Schifffahrt

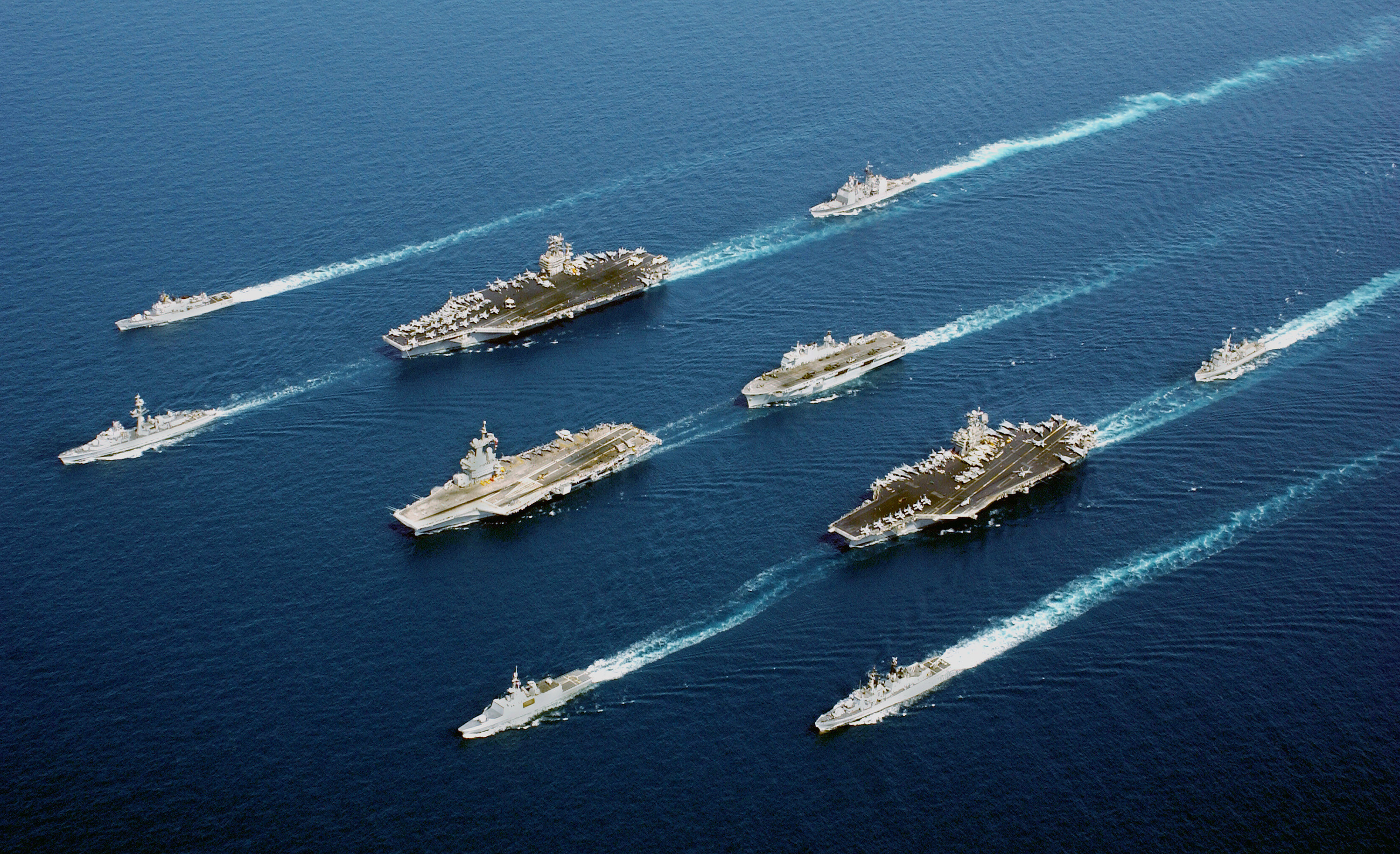
Formation von Kriegsschiffen

Mit der wirtschaftlichen Bedeutung der Meere und der Schifffahrt geht auch die militärische Bedeutung einher. Die Beherrschung und Sicherung der Seewege ist Voraussetzung für deren Nutzung. Deshalb haben viele große Handelsnationen traditionell auch umfangreiche Seestreitkräfte aufgebaut. Beschränkte man sich anfangs darauf, Handelsschiffe zu bewaffnen und mit Soldaten zu besetzen, so entstand im Laufe der Zeit eine sehr große Zahl spezifischer Kampfschiffe verschiedener Art. Bereits in der Antike wurde zwischen Fracht- und Kriegsschiffen unterschieden. In der späteren Zeit der Segelschifffahrt gab es an größeren Kriegsschiffen vor allem Linienschiffe, Fregatten und Korvetten.
Nach der Erfindung des Dampfantriebs, der Panzerung und weit reichender Artillerie bestimmten zu Beginn des 20. Jahrhunderts neue Typen wie Schlachtschiffe, Schlachtkreuzer, Kreuzer und Torpedoboote das Bild. Vor und im Zweiten Weltkrieg haben sich Schiffstypen entwickelt, die seither den Hauptbestand vieler Marinen ausmachen. Dazu gehören Flugzeugträger, Zerstörer, U-Boote, moderne Fregatten, Landungsschiffe, Schnellboote und Minenabwehrfahrzeuge.
Seit dem Ende des Kalten Krieges sind die USA zusammen mit ihren Verbündeten in der NATO und im asiatisch-pazifischen Raum im Allgemeinen in der Lage, die See in fast allen Teilen der Weltmeere zu beherrschen. Landungsschiffe und Waffensysteme, die gegen Landziele eingesetzt werden können, gewinnen an Bedeutung. In einigen Küstenregionen besitzen kleinere Marinen ausreichende Kräfte, um örtlich den Seeverkehr beeinträchtigen zu können. Neu aufstrebende Mächte wie China und Indien haben in den letzten Jahren ihre Marinen stark ausgebaut.

## Schifffahrtsberufe
Wie die Schifffahrt haben sich auch die mit ihr verbundenen Berufe in den vergangenen Jahrzehnten erheblich gewandelt. Das gilt für die Besatzungen der Schiffe ebenso wie für die schifffahrtsnahen Berufe an Land.

### Seeschifffahrt

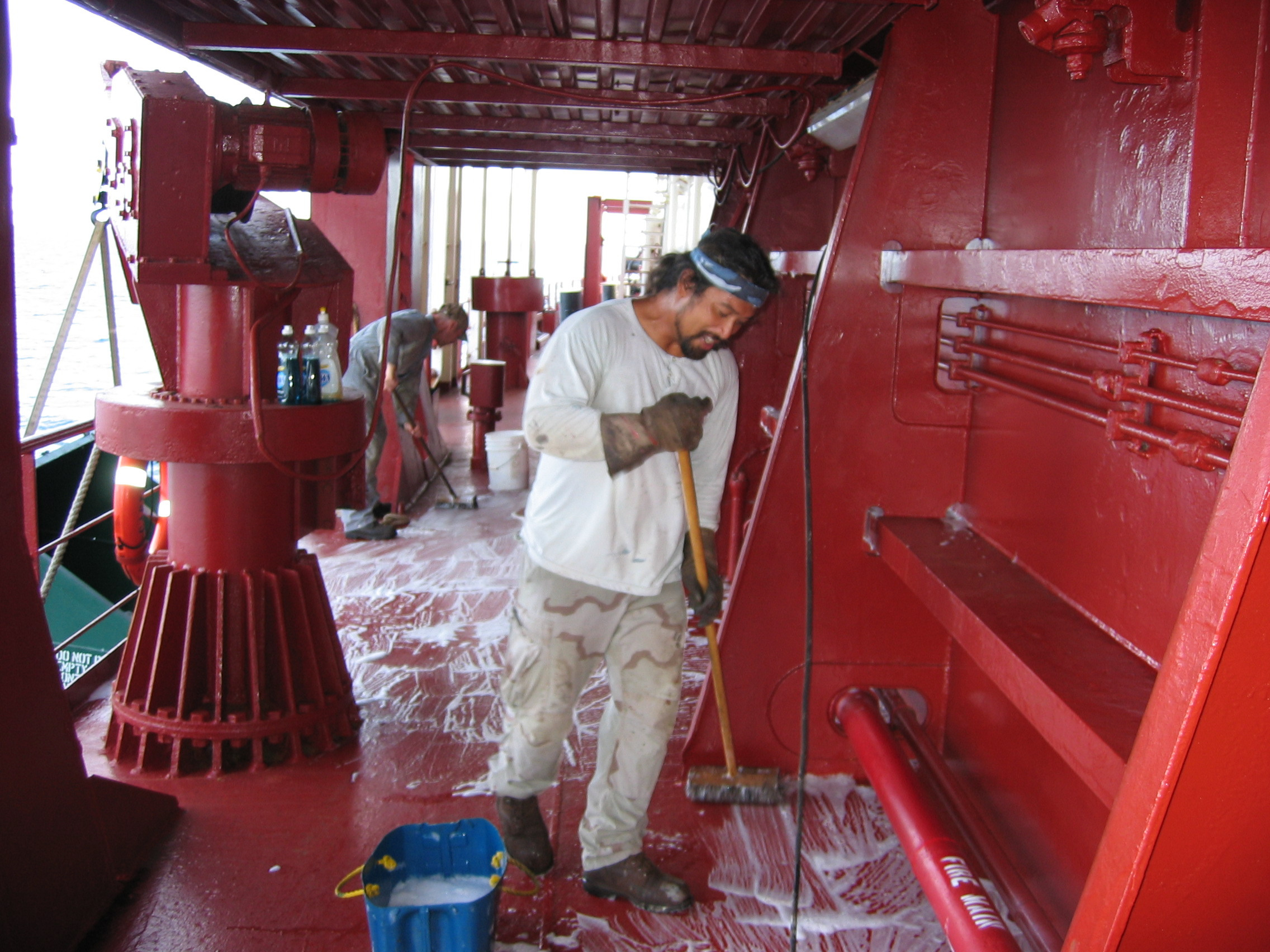
Reinschiff

Auf Schiffen wird vor allem Personal der nautisch-seemännischen und der technischen Laufbahn eingesetzt. Zum nautisch-seemännischen Personal gehören die nautischen Offiziere, allen voran der Kapitän und das Deckspersonal, zu dem die Matrosen und Bootsleute gehören. Zum technischen Dienst gehören die Schiffsingenieure und -mechaniker. Insbesondere in Deutschland ist man schon 1983 dazu übergegangen, die seemännischen Besatzungsmitglieder zum Berufsbild des Schiffsmechanikers zusammenzufassen. Der wesentlich später auch auf die Schiffsoffiziere ausgedehnte Versuch der integrierten Ausbildung zum Schiffsbetriebsoffizier ist inzwischen als eigener Ausbildungsgang wieder aufgegeben worden. In vielen anderen Ländern hat man hingegen stets an der Trennung der nautischen und der technischen Laufbahnen festgehalten. Das selbständige Berufsbild des Funkoffiziers ist weitgehend verschwunden. Diese Aufgaben werden inzwischen meist von nautischen Offizieren mit Zusatzqualifikation wahrgenommen. Alle Berufe erfordern eine Ausbildung unterschiedlicher Dauer. Die höchste Qualifikation ist der Fachhochschulabschluss für nautisch-technische Offiziere, während andere Berufe meist Lehrberufe mit unterschiedlichen Zusatzqualifikationen sind.
Die unterschiedlichen Befähigungszeugnisse (Patente) der Offiziere erlauben den Einsatz in unterschiedlichen Fahrtgebieten und auf Schiffen verschiedener Größe, von der Küstenfahrt auf kleinen Fahrzeugen bis zum weltweiten Einsatz auf Schiffen jeder Größe. Wegen der Rückflaggung deutscher Seeschiffe unter die deutsche Flagge wächst der Bedarf an deutschem Schiffsführungspersonal seit einigen Jahren an.
Auf Passagierschiffen kommen die Berufe des Dienstleistungsbereichs wie Bordarzt, Zahlmeister, Kreuzfahrtdirektor und weitere hinzu, die vor allem der Gastronomiebranche zuzuordnen sind. Köche und Stewards sorgen auch auf anderen Schiffen für die Verpflegung der Besatzung.

### Fischerei
Die Besatzungsangehörigen in der Hochseefischerei haben eigene, von der Handelsschifffahrt abweichende Qualifikationen. Die Offiziere und Kapitäne haben eigene Fischereipatente. Kleinere Fischereifahrzeuge werden oft als Nebenerwerb betrieben.

### Binnenschifffahrt
Die Binnenschifffahrt kennt eigene Qualifikationen. Dazu gehört der Lehrberuf des Binnenschiffers, der sich zum Steuermann und zum Schiffsführer weiterqualifizieren kann.

### Marine

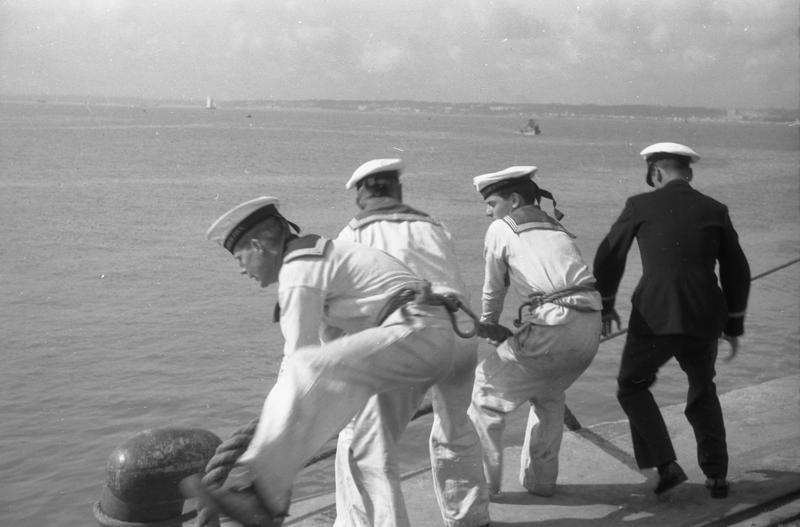
Marinesoldaten an den Leinen

Marineschiffe haben meist erheblich größere Besatzungen als Handelsschiffe, um die teilweise sehr komplexen Waffensysteme bedienen und warten zu können. Für diese Aufgaben gibt es eigene Laufbahnen, insbesondere bei den Unteroffizieren und Mannschaften. Die Qualifikationen der Marineangehörigen reichen vom angelernten Mannschaftsdienstgrad bis zum Truppenoffizier mit Universitätsstudium.

### Schifffahrtsnahe Berufe
Im Hafendienst finden viele Seeleute Verwendung, die nicht mehr auf große Fahrt gehen wollen. Dazu gehören die Festmacher und Ewerführer, aber auch Lotsen und Reedereiinspektoren. Zugleich entstehen auch neue Berufe wie der des Hafenschiffers.

### Frauen an Bord
Unter Seeleuten herrschte über Jahrhunderte der Aberglaube, Frauen brächten Unglück an Bord. Auch wenn die Seefahrtsberufe für Frauen offenstehen, ist ihr Anteil an den Besatzungen noch immer gering. Ausnahmen gibt es beim Servicepersonal, besonders auf Passagierschiffen.
In der deutschen Marine wächst der Anteil weiblicher Besatzungsangehöriger ständig, seit 2001 durch das Urteil des Europäischen Gerichtshofes vom 22. Januar 2000 alle Laufbahnen für Frauen geöffnet wurden. Im waffenlosen Dienst hatten im September 1989 zum ersten Mal auf dem Segelschulschiff Gorch Fock fünf Offiziersanwärterinnen eine Ausbildungsfahrt absolviert.
Am 1. Januar 2001 traten 17 Frauen bei der Marine ihren Dienst an. 2013 wurden die ersten beiden Frauen Kommandantinnen auf Minenjagdbooten, 2020 wurde die erste Frau Erste Offizierin auf einem Kriegsschiff, der Fregatte Mecklenburg-Vorpommern.
Führungspositionen an Bord großer Frachtschiffe haben Frauen seit den 1970er Jahren inne. Bei der Deutschen Rentenversicherung Knappschaft Bahn-See waren 2015 unter den 1029 versicherten Kapitänen neun Frauen (0,9 Prozent). Nach Angaben der maritimen Frauenorganisation Women's International Shipping & Trading Association Germany streben Frauen in der Branche eher nautische Karrieren als Juristinnen, Beraterinnen, Disponentinnen, Schiffsmanagerinnen oder Sicherheitsexpertinnen an Land bei Reedereien, Werften, Ship-Brokern oder in Hafenverwaltungen an. Ein Hindernis für die Laufbahn an Bord ist die lange Abwesenheit von zu Hause, die eine langfristige Familienplanung erschwert, und die gläserne Decke für Offizierinnen. Frauen machen die Erfahrung, dass Beförderungen länger auf sich warten lassen als bei Männern. Die größte Hürde ist demnach der Schritt von der Ersten Offizierin zur Kapitänin.
Weltweit waren 2021 nach dem Bericht über die Belegschaft der Seeleute (Seafarer Workforce Report 2021) des Ostseeischen und Internationalen Schifffahrtsrats (The Baltic and International Maritime Council) und der Internationalen Schifffahrts-Kammer (International Chamber of Shipping) 1,2 Prozent der rund 1,9 Millionen Seeleute Frauen. Das bedeutete eine Steigerung um 45 Prozent seit 2015. Bei der deutschen Handelsflotte waren 2022 sechs Prozent der 6900 sozialversicherungspflichtig Beschäftigten Frauen.
Die Internationale Seeschifffahrts-Organisation (International Maritime Organization) führte 2022 den 18. Mai als „Internationalen Tag der Frauen in der Seeschifffahrt“ ein.
Belästigungen an Bord
In einer 2023 vorgelegten Umfrage der Woman’s International Shipping & Trading Association unter tausend weiblichen Seeleuten aus 78 Ländern gaben zwei Drittel der Frauen an, von männlichen Kollegen belästigt und eingeschüchtert worden zu sein. Ein Viertel sagte, körperliche und sexuelle Belästigung sei in der Schifffahrt alltäglich. Die Vorsitzende des Verbands Deutscher Reeder, Gaby Bornheim, forderte die Schifffahrtsunternehmen auf, übergriffiges Verhalten von Männern an Bord zu ahnden und entsprechende Compliance-Regelungen einzuführen. Sie erklärte, im Beruf selbst Anzüglichkeiten ausgesetzt gewesen zu sein.

### Sprache und Brauchtum
Die Internationalisierung der Seeschifffahrt hat dazu geführt, dass die meisten Besatzungen heute aus Angehörigen mehrerer Nationen bestehen. Auf deutschen Seeschiffen gibt es zwar stets eine deutsche Schiffsführung, die übrigen Besatzungsmitglieder sind jedoch fast ausschließlich Ausländer, von denen die Mehrheit 2004 von den Philippinen (36,6 %), aus China (9,3 %), Indien (8,1 %), der Ukraine (5,4 %), Russland (4,9 %), Polen (4,4 %), Griechenland (3,2 %), Kroatien (2,2 %), Lettland (2,0 %) und Korea (1,9 %) stammte. Die offizielle Bordsprache ist auf vielen Schiffen Englisch, manchmal Spanisch, Russisch, Französisch oder eine national andere Sprache.

## Schifffahrt und Umwelt
Schiffe haben einen geringen spezifischen Kraftstoffverbrauch.
Sie gelten im Vergleich mit anderen Verkehrsträgern als relativ klimafreundliche Transportmittel. Problematisch ist jedoch das Verwenden von Kraftstoffen schlechter Qualität mit hohem Schwefelanteil (siehe Schweröl).
Weltweit ist die Schifffahrt für den Ausstoß von etwa einer Milliarde Tonnen Kohlenstoffdioxid verantwortlich, was etwa 3 % der gesamten vom Menschen verursachten CO2-Emissionen entspricht. Dies ist vergleichbar mit den Emissionen der Luftfahrt (über 1 Mrd. t, entspricht 3,5 %). Zudem verursacht sie etwa 15 % der globalen Stickoxidemissionen und 13 % der Schwefeldioxidemissionen, Tendenz weiter steigend. Damit einher gehen Umwelt- und Gesundheitsschäden, insbesondere in schwer belasteten Hafenstädten oder Ballungsräumen in der Nähe von Hafengebieten, wo Schiffsemissionen zu den wichtigsten Schadstoffquellen zählen. Schiffe emittieren eine große Zahl von Luftschadstoffen, insbesondere Schwefeloxide, die sich negativ auf die Gesundheit auswirken und damit vorzeitige Todesfälle z. B. durch kardiovaskuläre Probleme oder Lungenkrebs und Krankheiten wie Asthma auslösen. Mit Stand 2018 verursacht die Schifffahrt weltweit etwa 400.000 vorzeitige Todesfälle und ca. 14 Mio. Asthmaerkrankungen von Kindern. Mit Katalysatoren für die Abgasentschwefelung in der Seeschifffahrt wurden bis 2013 nur wenige ausgestattet. In SECAs (Sulphur Emission Control Areas) gibt es gewisse Vorschriften.

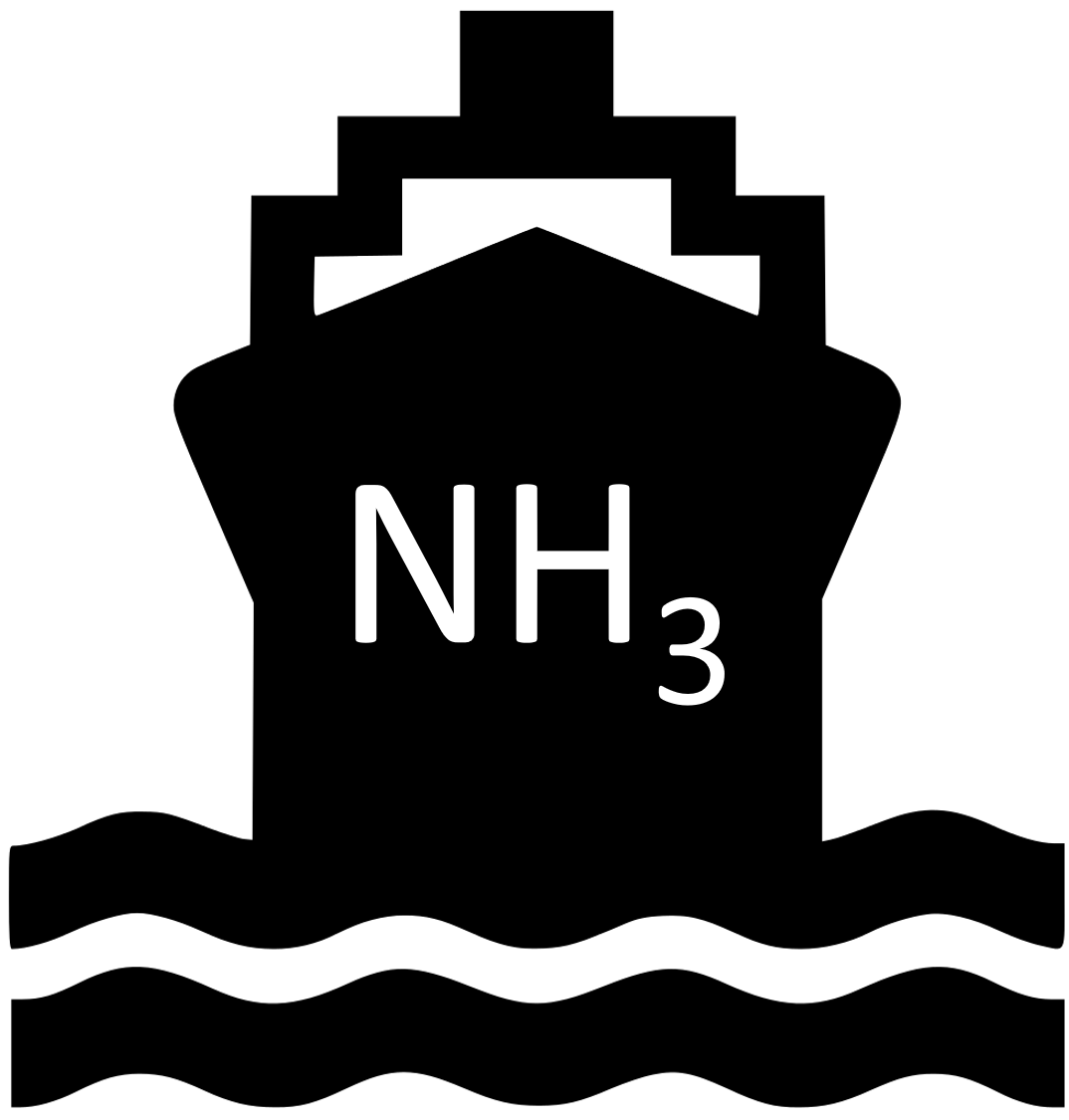
Ammoniak, ein zukünftiger Schiffskraftstoff

2020 wurde der zulässige Schwefelgehalt von 3,5 auf 0,5 % reduziert und die IMO will den CO2-Ausstoß der Schifffahrt bis 2050 halbieren. Daraufhin begann die Motorenindustrie mit intensiven Arbeiten, damit die Schiffsmotoren mit CO2-armen (LNG) oder CO2-neutralen Schiffsbrennstoffen (Methanol, Ammoniak) betrieben werden können. Die Dekarbonisierung der internationalen Schifffahrt steht jedoch vor großen finanziellen Herausforderungen.
Daneben gibt es Entwicklungen, wieder die Windkraft zur Unterstützung des Schiffsantriebs zu nutzen. Dazu zählen:
- Flettner-Rotor
- Zugdrachen (z. B. SkySails)
- Flügelsegel

Seit Jahrzehnten gibt es einen Trend zu größeren Schiffen (siehe z. B. Containerschiff#Entwicklung der Schiffsgröße). Diese gelten umweltfreundlicher als kleinere Schiffe, weil pro Tonnenkilometer (oder z. B. pro transportiertem Container) weniger Kraftstoff verbraucht bzw. CO2 emittiert wird. Anders gesagt: ein doppelt so großes Schiff braucht unter gleichen Bedingungen bei weitem nicht die doppelte Kraftstoffmenge pro Strecke. Da der Kraftstoffpreis massiv gestiegen ist, lohnt sich für viele Schiffe das Langsamfahren (Slow steaming). Heutige Schiffsdieselmotoren verbrauchen je erzeugter Kilowattstunde (kWh) unter 180 g Kraftstoff.
Beim Ausbau von Wasserwegen stehen Schifffahrts- und Umweltbelange oft in Konkurrenz. Der Bau von Kanälen und auch die Vertiefung von Flüssen gehen mit Eingriffen in die Natur einher. Deshalb hat es in der Vergangenheit Protestbewegungen gegen Projekte wie den Main-Donau-Kanal oder Proteste gegen die Elbvertiefung gegeben.
Katastrophen der Seefahrt haben in der Vergangenheit – teils große – Umweltschäden verursacht. Insbesondere Öltankerunfälle haben zu großen Ölverschmutzungen und zum Tod vieler Meerestiere und Vögel geführt. Das Auseinanderbrechen der Amoco Cadiz im März 1978 vor der Küste der Bretagne (Nordwestfrankreich) war ein Auslöser dafür, die Einführung von Tankern mit Doppelhülle voranzutreiben. Damals flossen 223.000 Tonnen Rohöl ins Meer. 
Im Juli 1979 traten nach dem Zusammenstoß zweier Öltanker im Atlantik – Atlantic Empress und Aegean Captain – von 470.000 t Rohöl etwa 287.000 t aus.
Mit Stand von 2024 sind noch 98,8 Prozent der Schiffe mit herkömmlichen fossilen Brennstoffen unterwegs. Bis 2030 sollen 40 Prozent aller Schiffe klimaneutral sein und bis 2050 die gesamte Flotte, so der Plan der IMO.